# Brooks Wackerman
Brooks Wackerman (Long Beach, 15 febbraio 1977) è un batterista statunitense, dal 2015 componente del gruppo musicale heavy metal Avenged Sevenfold.

## Biografia
Fratello di Chad Wackerman, anche lui batterista che ha suonato con Frank Zappa, ha iniziato a suonare giovanissimo sotto la direzione del padre Chuck ed ha fatto notare le sue capacità in band come i Bad4Good, gli Infectious Grooves e i Suicidal Tendencies.
Ha suonato nell'album dei The Vandals Look What I Almost Stepped in... (del 2000) a causa degli impegni del batterista Josh Freese con altre band come A Perfect Circle o i Devo. Nel 2001 entra nei Bad Religion dopo un incidente subito da Bobby Schayer. Ha suonato in tutti gli album del gruppo a partire da The Process of Belief sino a The Dissent of Man. Ha lasciato il gruppo nel 2015.
Nel corso degli anni duemila ha partecipato all'album Untitled dei Korn, insieme a Terry Bozzio e Joey Jordison, e ad alcune pubblicazioni dei Tenacious D.
Nei mesi di febbraio e marzo 2013 ha sostituito Travis Barker nel tour australiano dei Blink-182 in seguito al rifiuto di quest'ultimo di partecipare a causa della sua paura degli aerei, sorta dopo il tragico incidente di qualche anno prima.
Nei primi mesi del 2015 ha partecipato alle registrazioni dell'album da solista di Tom DeLonge To the Stars... Demos, Odds and Ends, mentre il 4 novembre dello stesso anno è stato annunciato come nuovo batterista degli Avenged Sevenfold, con i quali ha pubblicato l'album The Stage il 28 ottobre dell'anno successivo e Life Is but a Dream... nel 2023.

## Discografia

### Con gli Infectious Grooves
- 1994 – Groove Family Cyco
- 2000 – Mas Borracho

### Con i Bad Religion
- 2002 – The Process of Belief
- 2004 – The Empire Strikes First
- 2007 – New Maps of Hell
- 2010 – The Dissent of Man
- 2013 – True North

### Con gli Avenged Sevenfold
- 2016 – The Stage
- 2023 – Life Is but a Dream...